# Helius (Prohelius) fulani
Helius (Prohelius) fulani is een tweevleugelige uit de familie steltmuggen (Limoniidae). De soort komt voor in het Afrotropisch gebied.